# Beverley Knight

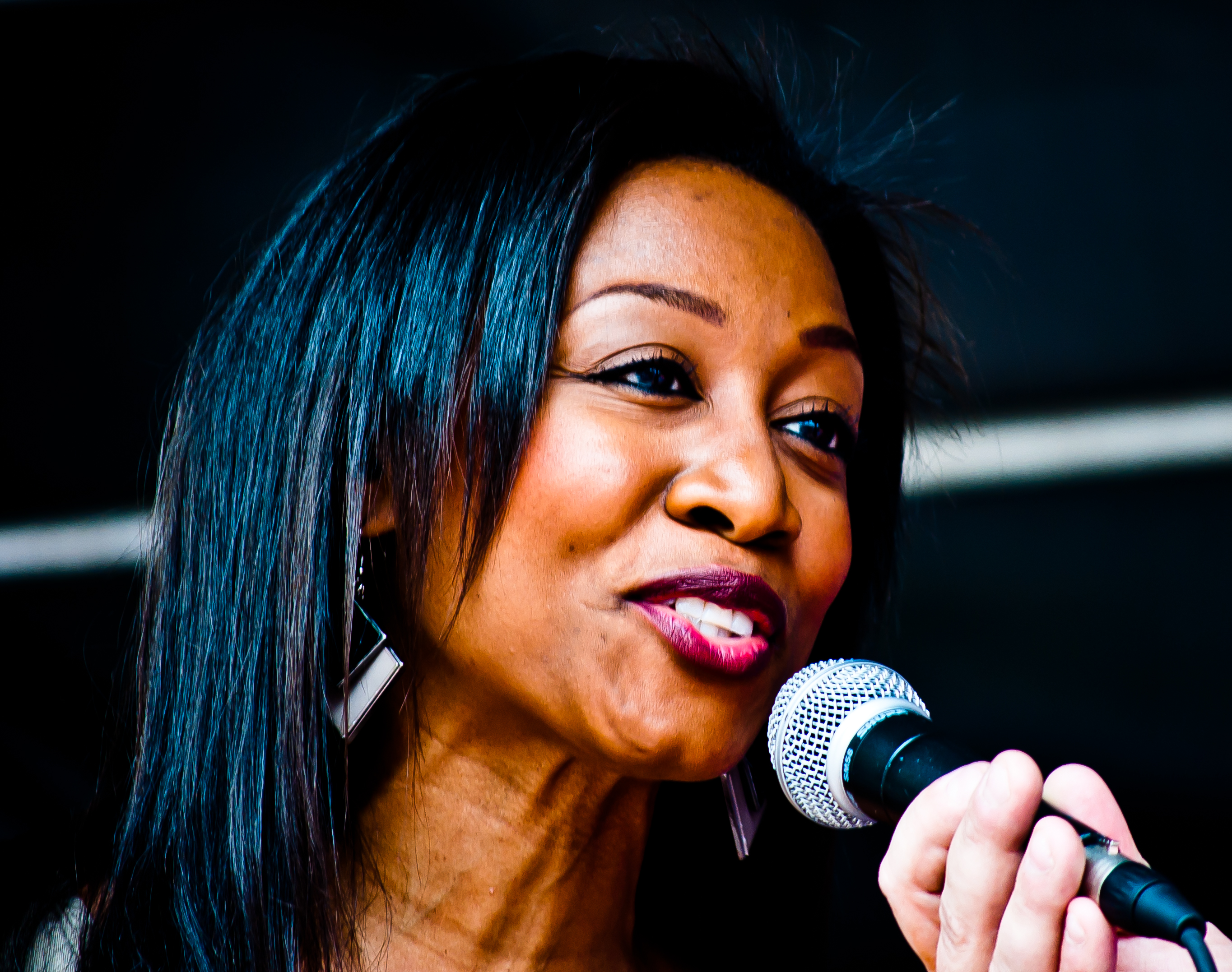
Beverley Knight (2011)

Beverley Knight (* 22. März 1973 in Wolverhampton, England als Beverley Ann Smith) ist eine R&B-/Soul-Sängerin aus Großbritannien.

## Biografie
Ihre tief religiösen jamaikanischen Eltern frönten der religiösen Musik und so wuchs Beverley Ann Smith mit Gospel auf. Sie trat dem Chor der örtlichen Pfingst-Kirche bei. Obwohl ihre Eltern das Hören nichtreligiöser Musik verboten, entdeckte Smith Sam Cooke und Aretha Franklin für sich, mit 13 Jahren schrieb sie erste eigene Lieder.
Im Alter von 17 Jahren trat sie, jetzt unter ihrem Künstlernamen Beverley Knight, in umliegenden Diskotheken auf und sang Jingles für eine lokale Radiostation. Als ihr ein erster Plattenvertrag angeboten wurde, lehnte sie zunächst ab. Statt wie geplant Theologie und Philosophie an der University of Wolverhampton zu studieren, unterschrieb sie einen Plattenvertrag beim Label Dome. Das Debütalbum The B-Funk erschien 1995. Es konnte sich zwar nicht in den Musikcharts platzieren, erhielt aber gute Kritiken, was zur Folge hatte, dass die mit Neville Thomas und Pule Pheto (2B3) produzierten Auskopplungen Flavour of the Old School und Down for the One in die britischen Charts stiegen. Kurze Zeit später trennte sich Knight von Dome und wechselte zu EMI.
Das 1998er Album Prodigal Sista wurde ein Charterfolg, ebenso die Singleauskopplungen Made it Back, Rewind (Find a Way), Greatest Day und Sista Sista. Ende 2001 erschien Get Up, Anfang 2002 Shoulda Woulda Coulda. Die beiden Hit-Singles waren Vorboten für das Album Who I Am, mit dem Knight erstmals in die Top 10 der britischen Albumcharts vorstieß.
Für das folgende Album, Affirmation, arbeitete Knight mit Guy Chambers und Peter-John Vettese zusammen. Die Platte erschien 2004 und verfehlte mit Platz 11 nur knapp die Top 10 der Heimat. Auch die Singles Not Too Late for Love und Keep This Fire Burning waren erfolgreich. Knight erhielt daraufhin einen Lifetime Achievement Award. Affirmation war geprägt von ihrer platonischen Freundschaft und Seelenverwandtschaft zu Tyrone Jamison, dem Gastgeber der BBC-Sendung The Gay Show, der 2003 an den Folgen einer AIDS-Erkrankung verstarb.
Knight engagierte sich daraufhin für verschiedene Wohltätigkeitsorganisationen, darunter auch Stop AIDS, Christian Aid und der Terrence Higgins Trust. Aufgrund ihrer Charity-Tätigkeiten wurde sie 2006 Member of the Order of the British Empire. Im gleichen Jahr war Knight Teil der BBC1-Musik-Show Just the Two of Us.
Auf dem 2006er Top-10-Album Voice – The Best Of befindet sich eine Coverversion des Erma-Franklin-Soul-Klassikers Piece of My Heart, der in die englischen Top 20 stieg. 2007 wurden auch der Longplayer Music City Soul und die Auskopplung No Man’s Land zu Hits. 2008 veröffentlichte Prince sein Livealbum Indigo Nights, auf dem Knight als Gastsängerin mitwirkt. 2009 brachte sie ihr Album 100% heraus und 2011 Soul UK.
2012 trat Beverley Knight bei der Eröffnungsfeier der Paralympischen Sommerspiele in London auf.

## Trivia
David Bowie, Michael Stipe und Paul McCartney zählen ebenso zu den Bewunderern Knights, wie auch Nelson Mandela, der sie zu einer Privataudienz einlud.

## Diskografie

### Studioalben
| Jahr | Titel             | Höchstplatzierung, Gesamtwochen, AuszeichnungChartplatzierungen (Jahr, Titel, Platzierungen, Wochen, Auszeichnungen, Anmerkungen) | Höchstplatzierung, Gesamtwochen, AuszeichnungChartplatzierungen (Jahr, Titel, Platzierungen, Wochen, Auszeichnungen, Anmerkungen) | Anmerkungen                              |
| Jahr | Titel             | CH | UK | Anmerkungen                              |
| ---- | ----------------- | --- | --- | ---------------------------------------- |
| 1995 | The B-Funk        | — | UK145 (1 Wo.)UK | Erstveröffentlichung: 26. November 1995  |
| 1998 | Prodigal Sista    | — | UK42 Gold · (19 Wo.)UK | Erstveröffentlichung: 17. August 1998    |
| 2002 | Who I Am          | CH29 (9 Wo.)CH | UK7 Gold · (25 Wo.)UK | Erstveröffentlichung: 11. März 2002      |
| 2004 | Affirmation       | CH83 (1 Wo.)CH | UK11 Gold · (14 Wo.)UK | Erstveröffentlichung: 28. Juni 2004      |
| 2007 | Music City Soul   | CH86 (1 Wo.)CH | UK8 Silber · (4 Wo.)UK | Erstveröffentlichung: 7. Mai 2007        |
| 2009 | 100 Percent       | — | UK17 (3 Wo.)UK | Erstveröffentlichung: 7. September 2009  |
| 2011 | Soul UK           | — | UK13 (5 Wo.)UK | Erstveröffentlichung: 4. Juli 2011       |
| 2016 | Soulsville        | — | UK9 (5 Wo.)UK | Erstveröffentlichung: 10. Juni 2016      |
| 2023 | The Fifth Chapter | — | UK39 (1 Wo.)UK | Erstveröffentlichung: 29. September 2023 |

### Livealben
| Jahr | Titel                                            | Höchstplatzierung, Gesamtwochen, AuszeichnungChartsChartplatzierungen (Jahr, Titel, Platzierungen, Wochen, Auszeichnungen, Anmerkungen) | Anmerkungen                                                        |
| Jahr | Titel                                            | UK | Anmerkungen                                                        |
| ---- | ------------------------------------------------ | --- | ------------------------------------------------------------------ |
| 2019 | BK25: Beverley Knight at the Royal Festival Hall | UK71 (1 Wo.)UK | Erstveröffentlichung: 8. November 2019 mit The Leo Green Orchestra |

### Kompilationen
| Jahr | Titel               | Höchstplatzierung, Gesamtwochen, AuszeichnungChartsChartplatzierungen (Jahr, Titel, Platzierungen, Wochen, Auszeichnungen, Anmerkungen) | Anmerkungen                         |
| Jahr | Titel               | UK | Anmerkungen                         |
| ---- | ------------------- | --- | ----------------------------------- |
| 2006 | Voice – The Best Of | UK9 Platin · (21 Wo.)UK | Erstveröffentlichung: 20. März 2006 |

### Singles
| Jahr | Titel Album                                  | Höchstplatzierung, Gesamtwochen, AuszeichnungChartplatzierungen (Jahr, Titel, Album, Platzierungen, Wochen, Auszeichnungen, Anmerkungen) | Höchstplatzierung, Gesamtwochen, AuszeichnungChartplatzierungen (Jahr, Titel, Album, Platzierungen, Wochen, Auszeichnungen, Anmerkungen) | Höchstplatzierung, Gesamtwochen, AuszeichnungChartplatzierungen (Jahr, Titel, Album, Platzierungen, Wochen, Auszeichnungen, Anmerkungen) | Anmerkungen                                                |
| Jahr | Titel Album                                  | DE | CH | UK | Anmerkungen                                                |
| ---- | -------------------------------------------- | --- | --- | --- | ---------------------------------------------------------- |
| 1995 | Flavour of the Old School The B-Funk         | — | — | UK33 (4 Wo.)UK | Erstveröffentlichung: 9. März 1995                         |
| 1995 | Down for the One The B-Funk                  | — | — | UK55 (2 Wo.)UK | Erstveröffentlichung: 15. August 1995                      |
| 1996 | Moving on Up (On the Right Side) The B-Funk  | — | — | UK42 (2 Wo.)UK | Erstveröffentlichung: 8. März 1996                         |
| 1998 | Made it Back Prodigal Sista                  | — | — | UK21 (3 Wo.)UK | Erstveröffentlichung: 18. Mai 1998 feat. Redman            |
| 1998 | Rewind (Find a Way) Prodigal Sista           | — | — | UK40 (2 Wo.)UK | Erstveröffentlichung: 10. August 1998                      |
| 1999 | Made it Back ’99 Prodigal Sista (Re-Release) | — | — | UK19 (5 Wo.)UK | Erstveröffentlichung: 5. April 1999                        |
| 1999 | Greatest Day Prodigal Sista                  | — | — | UK14 (6 Wo.)UK | Erstveröffentlichung: 5. Juli 1999                         |
| 1999 | Sista Sista ’99 Prodigal Sista               | — | — | UK31 (2 Wo.)UK | Erstveröffentlichung: 22. November 1999                    |
| 2001 | Get Up Who I Am                              | — | — | UK17 (7 Wo.)UK | Erstveröffentlichung: 5. November 2001                     |
| 2002 | Shoulda Woulda Coulda Who I Am               | — | CH57 (7 Wo.)CH | UK10 Silber · (12 Wo.)UK | Erstveröffentlichung: 25. Februar 2002                     |
| 2002 | Gold Who I Am                                | — | — | UK27 (4 Wo.)UK | Erstveröffentlichung: 24. Juni 2002                        |
| 2004 | Come as You Are Affirmation                  | DE100 (1 Wo.)DE | — | UK9 (11 Wo.)UK | Erstveröffentlichung: 21. Juni 2004                        |
| 2004 | Not Too Late for Love Affirmation            | — | — | UK31 (2 Wo.)UK | Erstveröffentlichung: 27. September 2004                   |
| 2005 | No More –                                    | — | — | UK26 (4 Wo.)UK | Erstveröffentlichung: 2005 Roni Size feat. Beverley Knight |
| 2005 | Keep This Fire Burning Affirmation           | DE94 (1 Wo.)DE | — | UK16 (8 Wo.)UK | Erstveröffentlichung: 14. März 2005                        |
| 2006 | Piece of My Heart Voice – The Best Of        | — | — | UK16 (13 Wo.)UK | Erstveröffentlichung: 13. März 2006                        |
| 2007 | No Man’s Land Music City Soul                | — | — | UK43 (2 Wo.)UK | Erstveröffentlichung: 16. April 2007                       |
| 2009 | Beautiful Night 100%                         | — | — | UK96 (1 Wo.)UK | Erstveröffentlichung: 7. September 2009                    |

Weitere Singles
- 1996: Mutual Feeling
- 1997: Cast All Your Cares
- 2002: Whatever’s Clever
- 2003: Shape of You (Reshaped)
- 2007: After You
- 2007: Queen of Starting Over
- 2009: Every Step
- 2009: In Your Shoes
- 2001: One More Try
- 2011: Cuddly Toy
- 2011: Mama Used to Say
- 2012: Round and Around
- 2016: Middle of Love
- 2016: I Can’t Stand the Rain
- 2017: Marvellous Party
- 2019: Now or Never
- 2020: A Chrsitmas Wish